# NGC 659
NGC 659 è un piccolo ammasso aperto visibile nella costellazione di Cassiopea.

## Osservazione

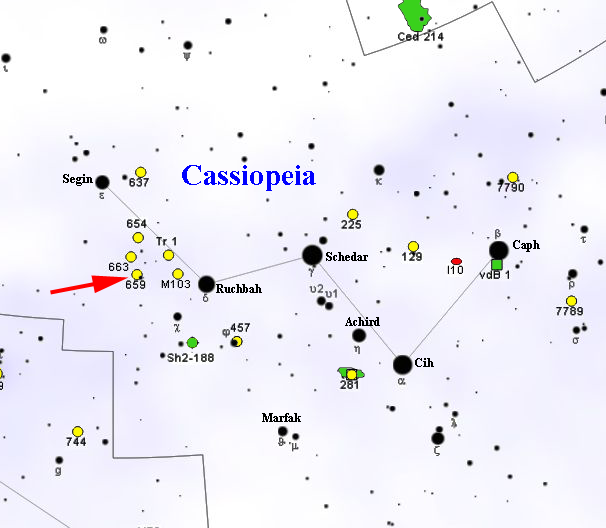
Mappa per individuare NGC 659.

Si individua con facilità circa 2° e 20' a ENE della stella δ Cassiopeiae, in direzione di un ricco campo stellare dove si concentrano numerosi altri ammassi aperti, come M103 e NGC 663. Sebbene sia meno appariscente dei suoi vicini, è facilmente individuabile anche con un binocolo 10x50, dove appare come una macchia chiara non risolvibile in stelle; con un telescopio da 120mm di apertura e medi ingrandimenti è possibile scorgere alcune componenti di magnitudine 11, su cui domina una stella di magnitudine 10,55. Con strumenti da 200mm la risoluzione è pressoché completa.
La declinazione fortemente settentrionale di quest'ammasso favorisce notevolmente gli osservatori dell'emisfero nord, da cui si presenta circumpolare fino alle latitudini medio-basse; dall'emisfero australe d'altra parte resta piuttosto basso e non è osservabile dalle aree lontane dalla zona tropicale. Il periodo migliore per la sua osservazione nel cielo serale è quello compreso fra agosto e gennaio.

## Storia delle osservazioni
NGC 659 venne individuato per la prima volta da Caroline Lucretia Herschel nel 1783 attraverso un telescopio riflettore da 4,2 pollici, segnalandolo in seguito a suo fratello William. Il figlio di quest'ultimo, John, lo riosservò e lo inserì poi nel suo General Catalogue of Nebulae and Clusters col numero 389.

## Caratteristiche
NGC 659 è un ammasso aperto di piccole dimensioni e piuttosto concentrato; la sua distanza è stimata attorno ai 1938 parsec (6318 anni luce), e giace sul Braccio di Perseo a breve distanza da alcune brillanti associazioni OB, in particolare Cassiopeia OB8 e Cassiopeia OB1. Secondo altre stime tuttavia la distanza di quest'ammasso va ricondotta fino a 4900 parsec (quasi 16000 anni luce); se queste ultime stime sono corrette, NGC 659 verrebbe a trovarsi sul Braccio del Cigno, in una zona remota e periferica della Via Lattea.
La presenza di diverse stelle azzurre in fase di sequenza principale è indice della giovane età dell'ammasso, che non avrebbe più di 35 milioni di anni; fra le sue componenti sono note almeno cinque stelle Be, mentre le stelle di carbonio osservate nella sua direzione non farebbero parte dell'ammasso, ma si troverebbero allineate ad esso solo per un effetto prospettico.